# Атланта (Луїзіана)
Атланта (англ. Atlanta) — селище (англ. village) в США, в окрузі Вінн штату Луїзіана. Населення — 149 осіб (2020).

## Географія
Атланта розташована за координатами 31°48′23″ пн. ш. 92°44′18″ зх. д. / 31.80639° пн. ш. 92.73833° зх. д. (31.806402, -92.738334).  За даними Бюро перепису населення США в 2010 році селище мало площу 2,80 км², уся площа — суходіл.

## Демографія
Згідно з переписом 2010 року, у селищі мешкали 163 особи в 58 домогосподарствах у складі 47 родин. Густота населення становила 58 осіб/км².  Було 88 помешкань (31/км²).
Расовий склад населення:
| - 67,5 % — білих - 28,2 % — чорних або афроамериканців - 1,8 % — корінних американців |

До двох чи більше рас належало 2,5 %. Частка іспаномовних становила 0,6 % від усіх жителів.
За віковим діапазоном населення розподілялося таким чином: 25,2 % — особи молодші 18 років, 68,1 % — особи у віці 18—64 років, 6,7 % — особи у віці 65 років та старші. Медіана віку мешканця становила 33,3 року. На 100 осіб жіночої статі у селищі припадало 96,4 чоловіків;  на 100 жінок у віці від 18 років та старших — 93,7 чоловіків також старших 18 років.
Середній дохід на одне домашнє господарство  становив 57 355 доларів США (медіана — 42 500), а середній дохід на одну сім'ю — 69 968 доларів (медіана — 73 750). За межею бідності перебувало 14,1 % осіб, у тому числі 0,0 % дітей у віці до 18 років та 46,2 % осіб у віці 65 років та старших.
Цивільне працевлаштоване населення становило 49 осіб. Основні галузі зайнятості: освіта, охорона здоров'я та соціальна допомога — 30,6 %, роздрібна торгівля — 22,4 %, виробництво — 20,4 %.